# Забузька сільська рада
Забузька сільська рада — колишня адміністративно-територіальна одиниця та орган місцевого самоврядування у Любомльському районі Волинської області з адміністративним центром у с. Забужжя.
Припинила існування 14 листопада 2017 року через об'єднання до складу Рівненської сільської громади Волинської області. Натомість утворено Забузький старостинський округ при Рівненській сільській громаді.

## Населені пункти
Сільській раді підпорядковувалися населені пункти:
- с. Забужжя
- с. Вербівка
- с. Локутки
- с. Новоугрузьке

## Склад ради
Рада складалася з 16 депутатів та голови.

### Керівний склад ради
| ПІБ                      | Основні відомості                                                                             | Дата обрання | Дата звільнення |
| ------------------------ | --------------------------------------------------------------------------------------------- | ------------ | --------------- |
| Хомік Сергій Степанович  | Сільський голова, 1966 року народження, освіта, член Всеукраїнського об'єднання «Батьківщина» | 26.03.2006   | 31.10.2010      |
| Хомік Катерина Євтихівна | Сільський голова, 1956 року народження, освіта вища, член Народної партії                     | 31.10.2010   |                 |

Примітка: таблиця складена за даними джерела

## Населення
Згідно з переписом УРСР 1989 року чисельність наявного населення сільської ради становила 2722 особи, з яких 1262 чоловіки та 1460 жінок.
За переписом населення України 2001 року в сільській раді мешкало 1188 осіб.

### Мова
Розподіл населення за рідною мовою за даними перепису 2001 року:
| Мова       | Відсоток |
| ---------- | -------- |
| українська | 99,83 %  |
| російська  | 0,17 %   |